# Блудовы
Блу́довы — русский дворянский род, один из представителей которого — Д. Н. Блудов — в 1842 году был возведён в графское достоинство.
В XVII столетии Блудовы служили в городовых дворянах, дворянах московских и стряпчих. В 1686 году при подаче документов для занесения рода в Бархатную книгу была предоставлена родословная роспись Блудовых.
В 1699 году тринадцать членов рода Блудовых владели населёнными пунктами. Род Блудовых записан в VI части родословной книги Московской и Рязанской губерний.

## Происхождение рода
В поздней родословной сказке Блудовы объявили своим родоначальником варяжского воеводу Ивещея Блуда, нареченного во св. крещении Ионою. Он был будто бы убит в сражении с поляками на Буге в 1018 году. Сюда же был ими подвёрстан средневековый моравский клан Жеротинов в лице основателя посёлка Блудов (ныне в Оломоуцком крае):

Потомство Блуда разделилось на несколько ветвей, из которых одна переселилась в Моравию, где в грамотах маркграфов моравских говорится: Bludo antiquus de Bludov и Bludo Castellanus Prero-Viensius с детьми своими.
В Речи Посполитой русские Блудовы также нашли «сродников» в лице дворян Блудницких, у которых был ими позаимствован герб Тупач. Согласно преданию, один из потомков легендарного Блуда участвовал в сражении на Ирпене в 1320 году на стороне великого князя литовского Гедимина, а другой был полковником короля польского и венгерского Владислава ІІ Ягелло и отличился в войне с турками и по заключению мира получил, в память подвигов своих, герб, употребляемый фамилией Блудовых.

## История рода
Достоверно Блудовы известны с XVI века. В числе дворян, выехавших из Литвы и Волыни в Москву, упоминается Фёдор Блудов, от которого и ведут родословие Блудовы в России:
- В договоре великого князя Василия II Тёмного с королем польским Казимиром IV от 21 августа 1449 года и в договоре Ивана III с великим князем литовским Александром от 07 февраля 1494 года. Казимир и Александр отказываются от всяческих владельческих прав на дворян выехавших из Литвы в Москву. В числе этих дворян упоминается Фёдор Блудов[3].
- Внук Фёдора Блудова Борис Семёнович ездил в 1528 г. послом от великого князя Василия Иоанновича к хану крымскому Саадет Гераю.
- Старший сын его Игнатий Борисович был товарищем князя Андрея Курбского и в 1559 г. вместе с князем Никитой Одоевским отразил второй набег крымского хана Девлет-Герея, потом он был воеводой в Мценске и Карачеве в 1564 г. Он участвовал в победе, одержанной князем Василием Телятевским над литовцами и татарами, был воеводой сторожевого полка в ливонском походе 1572 г., потом участвовал в 1576 г. в обороне Пскова от Стефана Батория и в 1580 г. вместе с другими воеводами на голову разбил поляков под Смоленском.
- Один из братьев его — Михаил Борисович был воеводой в Великих Луках в 1569 г., а сын его, Мина Михайлович, убит при взятии Казани 2 октября 1552 г., и имя его, наравне с другими, внесено в синодик московского Успенского собора на вечное поминовение.
- Семён Фёдорович Блудов участвовал в феврале 1598 г. в избрании в цари Бориса Годунова, а потом был воеводой в Алатыри.
- Никита (Назарий) Васильевич, прозванием Беркут, был в числе воевод сподвижников Кузьмы Минина и Дмитрия Пожарского борьбе с поляками и получил от царя Михаила Фёдоровича в суздальском уезде вотчину, в память царской милости названную Романово
- Яков Степанович погиб под Чигирином в 1678 году[3].

## Графы Блудовы

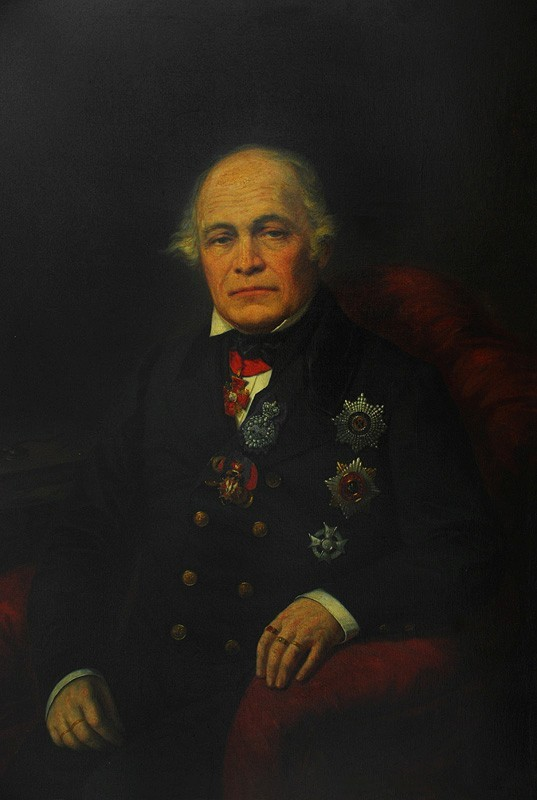
Первый граф Блудов

Из рязанской линии этого рода происходил граф Дмитрий Николаевич Блудов (1785—1864). Со смертью его сына Вадима в 1902 году графский род Блудовых пресёкся. Граф Андрей Дмитриевич (1817—1886) — русский дипломат, камергер, тайный советник. Дочь Дмитрия Николаевича, Антонина Дмитриевна (1813—1891) — русская писательница, благотворительница.
Последнему представителю рязанских Блудовых, родному племяннику Дмитрия Николаевича, Михаилу Васильевичу Блудову, было Высочайше разрешено в 1870 г. присоединить свою фамилию к имени женатого на его родной сестре директора московского коммерческого училища, Александра Александровича Андре, которому именоваться Блудовым-Андре.

## Описание гербов
Герб. Часть IV. № 18.Герб дворян Блудовых: В щите имеющем красное поле, изображена орлиная золотая лапа с распростёртым чёрным крылом. Щит увенчан обыкновенным дворянским шлемом с дворянской на нём короной и тремя страусовыми перьями. Намёт на щите красный, подложен золотом.
Герб. Часть. XI. № 15.Герб графов Блудовых: в красном щите золотая орлиная лапа влево, увенчанная чёрным орлиным крылом. Щит увенчан Графскою короною и тремя графскими коронованными шлемами. Нашлемники: средний — возникающий Императорский Орёл, имеющий на груди червлёный, с золотою каймою щит, с таким же вензелевым изображением Имени Императора Николая I-го. Второй — три серебряных страусовых пера. Третий — два на крест положенные Венгерские знамени, первое серебряное, с изображением Божией Матери, держащей младенца Иисуса, а второе с Венгерским гербом, оба с золотыми древками. Намёты: средний — чёрный с золотом, боковые — червлёные, с золотом. Щит держат Варяжский воин, в серебряных латах, упирающийся на золотой меч и Венгерский воин XV столетия, в серебряных же латах и в кабате, с Венгерским гербом и держащий алебарду. Девиз: «Non in aves sed in angues», золотыми буквами, на червлёной ленте.

## Известные представители
- Блудов Семён — воевода в Алатыре в 1602 г.
- Блудов Богдан Яковлевич — Вологодский городской дворянин в 1629 г.
- Блудов Юрий Алексеевич — дьяк в 1668-1677 г., воевода в Казани в 1668-1669 г., в Тобольске в 1670-1673 г.
- Блудов Самойло Михайлович — голова, воевода в Тюмени в 1669-1670 г[6].
- Блудов Иван Тарасьевич — стряпчий в 1692 г., московский дворянин в 1695 г[7].